# Responsabilité élargie du producteur
La notion de « responsabilité élargie du producteur » (REP) désigne des démarches et dispositifs qui restaurent la responsabilité du producteur de produits manufacturés pour ce qui concerne la gestion des déchets finaux ou intermédiaires générés par les produits qu'il a fabriqués ou mis sur le marché. C'est une des solutions cherchant à internaliser les coûts externes d'un produit jusqu'à sa fin de vie, et à réduire la production de déchets, qui selon l'OCDE a de 1980 à 1997 augmenté de 22 % par habitant pour le volume de résidus urbains, alors même qu'il devient de plus en plus difficile de trouver des espaces de stockage, traitement et gestion de ces déchets.

Souvent les producteurs s’associent en filière pour gérer collectivement cette responsabilité.
La notion de « producteur », recouvre toutes les entités assumant la plus grande part de responsabilité, dont le propriétaire de la marque, le fabricant, le franchisé, l’assembleur, le conditionneur, le distributeur, le détaillant ou le premier importateur du produit qui vend, met en vente ou distribue le produit.

## Histoire de la REP
- dans les années 1980 la REP est proposée par l'OCDE, formalisée en 2001 dans un guide à l'attention des pouvoirs publics, déclinant le principe et ses applications[1]. « Au sein de l’OCDE, la tendance est à l’élargissement de la REP à de nouveaux produits, groupes de produits et flux de déchets tels que les appareillages électriques et électroniques » [1], avec comme objectif de produire moins de déchets et moins de déchets non recyclables ou non biodégradables[2] ;

- En 2007, le Canada commence à l'intégrer[3] ;

- En 2008, elle est adoptée par l'Europe, qui la définit dans la Directive cadre Déchets (2008/98/CE) comme « l'un des moyens de soutenir la conception et la fabrication de produits selon des procédés qui prennent pleinement en compte et facilitent l'utilisation efficace des ressources tout au long de leur cycle de vie, y compris en matière de réparation, de réemploi, de démontage et de recyclage, sans compromettre la libre circulation des marchandises dans le marché intérieur » [4]. L'Europe publiera ensuite plusieurs directives (spécifiquement sur les piles et accumulateurs, les équipements électriques et électroniques, automobiles, les emballages ménagers et les médicaments) et un règlement sur les fluides frigorigènes fluorés ;

- En 2010, la France l'intègre via le Grenelle de l'environnement et la loi Grenelle II[5]

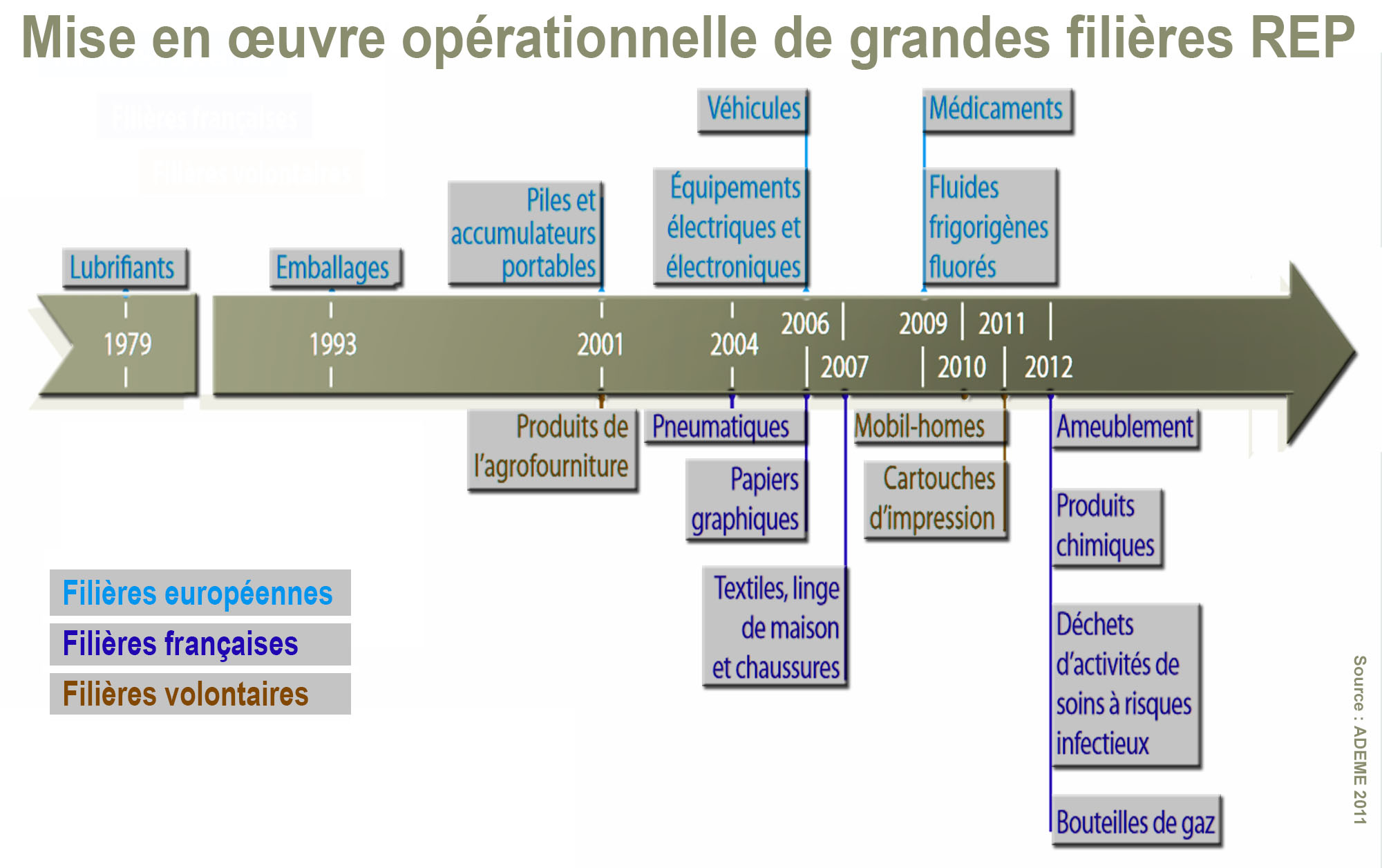
Présentation des grandes filières de responsabilité élargie du producteur (REP), sur une ligne du temps ; d'après les données de l'Ademe en 2011 (d'autres sont ensuite prévues, comme la récupération des bateaux de plaisance en fin de vie). D'autres REP sont à l'étude ou périodiquement évoquées (ex : déconstruction durable des bâtiments)

## Principes et objectifs
Le principe fondamental de la REP est de rendre le producteur initial solidairement responsable des effets de la vie (et de la mort) de son produit. 
Ce producteur ainsi « responsabilisé » par le financement de la gestion de ses déchets en aval, sera conduit à prendre conscience des coûts induits par son activité en termes de déchets finaux, ce qui l'incitera à réduire la quantité et la nocivité des déchets à la source par l’écoconception de ses produits et process.

Une éco-contribution permet de financer tout ou partie de la collecte gestion et valorisation des produits usagés d'une filière REP (en complément des recettes issues du réemploi, de la réutilisation, du recyclage et de la valorisation (Il ne s'agit pas d'une taxe car non versée à l'État).
Objet du régime de responsabilité élargie des producteurs en Europe ;
1. Ce principe vise à renforcer le réemploi, la prévention, le recyclage et d’autres modes de valorisation en matière de déchets, 
les États-membres peuvent prendre des mesures législatives ou non pour que la personne physique ou morale qui élabore, fabrique, manipule, traite, vend ou importe des produits (le producteur du produit) soit soumise au régime de responsabilité élargie des producteurs
ces mesures peuvent prévoir le fait d'accepter les produits renvoyés et les déchets qui subsistent après l'utilisation de ces produits, ainsi que la gestion qui en découle et la responsabilité financière de telles activités. 
Ces mesures peuvent prévoir l'obligation de fournir des informations accessibles au public sur la mesure dans laquelle le produit peut faire l'objet d'un réemploi ou être recyclé[4] ;
2. L’écoconception peut être encouragée par les États membres pour réduire les incidences sur l'environnement et la production de déchets au cours de la production et de l'utilisation ultérieure des produits et afin de veiller à ce que la valorisation et l'élimination des produits qui sont devenus des déchets aient lieu conformément aux articles 4 et 13. 
De telles mesures peuvent entre autres encourager l'élaboration, la production et la commercialisation de produits à usage multiple, techniquement durables et susceptibles, après être devenus des déchets, de faire l'objet d'une valorisation convenable et sans risque, ainsi que d'une élimination compatible avec l'environnement [4] ;
3. Quand ils appliquent le régime de responsabilité élargie des producteurs, les États membres tiennent compte de la faisabilité technique et de la viabilité économique, ainsi que des incidences globales sur l'environnement et la santé humaine, et des incidences sociales, tout en respectant la nécessité d'assurer le bon fonctionnement du marché intérieur[4] ;
4. Le régime de responsabilité élargie des producteurs s'applique sans préjudice de la responsabilité en matière de gestion des déchets, prévue à l'article 15, paragraphe 1, et sans préjudice de la législation spécifique en vigueur concernant les flux de déchets et de la législation spécifique en vigueur concernant les produits[4].

## Qui est concerné?
Pour le droit européen, la REP implique toutes les personnes ou entités chargées de gérer ces déchets, du producteur en amont au dernier détenteur en aval.

Ces entités sont des personnes physiques ou morales telles que:
- Le producteur initial d’un produit qui sera amené à devenir un déchet ;
- Les détenteurs ;
- les courtiers ;
- les négociants ;
- les transporteurs ;
- les collecteurs de déchets ;
- les établissements ou entreprises mettant en œuvre des opérations de traitement de déchets ou des systèmes de gestion de déchets.

Cette chaine d’acteurs peut être amenée à devoir renvoyer au producteur le produit en fin de vie pour qu’il l’élimine conformément à la règlementation.

Lorsque des déchets sont transférés, à des fins de traitement préliminaire, du producteur initial ou du détenteur à l'une des personnes physiques ou morales de la chaine évoquée ci-dessus, la responsabilité d'effectuer une opération complète de valorisation ou d'élimination n'est pas levée, en règle générale.
En Europe, c’est un principe retenu par le parlement européen, la commission européenne et le conseil de l'Europe.

Il est défini dans ce cadre par une Directive européenne (Art. 8), qui complète la directive 2004/35/CE sur la prévention et la réparation des dommages environnementaux et à décliner dans leur droit national par les États-membres.

## Origine et principes sous-jacents
- Comme la RSE (Responsabilité sociale des entreprises), la responsabilité élargie du producteur est l'une des déclinaisons en Europe du développement durable au monde des entreprises, plus précisément dans ce cas particulier concernant la gestion des responsabilités qu’elles ont concernant leurs produits en fin de vie, quand ils deviennent des déchets ;
- Il s’appuie sur le principe du pollueur-payeur, reconnu comme « principe directeur aux niveaux européen et international ». Voulant que « le producteur des déchets et le détenteur des déchets en assurent la gestion d'une manière propre à assurer un niveau de protection élevé pour l'environnement et la santé humaine » [8] ;
- Il s’appuie aussi sur le principe de responsabilité environnementale en ce qui concerne la prévention et la réparation des dommages environnementaux (JO L 143 du 30.4.2004, p. 56.) ;
- Il est construit dans une logique d'internalisation des coûts.

## Application par les États-membres
Sans préjudice du règlement (CE) no 1013/2006, les États membres peuvent ;
- « préciser les conditions de la responsabilité » ;
- « décider dans quels cas le producteur initial conserve la responsabilité de l'ensemble de la chaîne de traitement ou dans quels cas la responsabilité du producteur et du détenteur peut être partagée ou déléguée parmi les intervenants dans la chaîne de traitement » ;
- décider, conformément à l'article 8 de la directive, que la responsabilité de l'organisation de la gestion des déchets incombe en tout ou en partie au producteur du produit qui est à l'origine des déchets et que les distributeurs de ce produit peuvent partager cette responsabilité. (p. 12/28). par exemple en France, les producteurs ne couvraient en 2004 que 43 % du coût de collecte et de traitement des déchets d'emballage ménagers (ADEME, 2004, en ne considérant que les communes sous contrat, qui calculent la part de la contribution des industriels. Si l'on considère toutes les communes, ce ne sont que 37 % des couts qui sont financés par la REP), le reste étant à charge des communes, alors qu'en Allemagne, à la même époque, c'était la totalité du coût comptable induit par les déchets d'emballage ménagers qui était financée par la REP, via le DSD (équivalent allemand d'Eco-Emballages)[9].

## Exemple
Concernant la collecte séparée des huiles usagées et leur traitement, tous les trois ans, les États membres communiquent à la Commission, en présentant un rapport sectoriel en format électronique, des informations sur la mise en œuvre de la directive. Ce rapport comprend des informations sur la gestion des huiles usagées et sur les progrès réalisés par les programmes de prévention des déchets, et le cas échéant, des informations sur les mesures prévues par l'article 8 relatives à la responsabilité élargie des producteurs.

## Déclinaison en France
En 2017, la France est dans le monde le pays disposant du plus grand nombre de REP (plus d'une vingtaine).

En 1975, le principe de la REP avait été codifié dans l'article L. 541-10 du code de l'environnement : 

« il peut être fait obligation aux producteurs, importateurs et distributeurs de ces produits ou des éléments et matériaux entrant dans leur fabrication de pourvoir ou de contribuer à la prévention et à la gestion des déchets qui en proviennent. »

Les producteurs (fabricants) nationaux, comme les importateurs de produits et leurs distributeurs (pour les produits de leurs propres marques) ont la responsabilité de pourvoir à (ou de financer) la collecte sélective et le traitement (soit, dans l'ordre de la hiérarchie des modes de traitement des déchets du plus au moins satisfaisant, réutilisation, recyclage, valorisation, ou élimination) des déchets issus de ces produits.
Depuis le milieu des années 1990, ces « metteurs sur le marché » peuvent assumer ces responsabilités seuls ou (le plus souvent) collectivement, via un éco-organisme de filière qu'ils mettent en place et dont ils assurent la gouvernance. Ils adhèrent et financent alors ces éco-organismes, qui, depuis la loi Grenelle II, doivent être agréés par les pouvoirs publics, surveillée par un « censeur d'État » (qui peut procéder à des audits) et soumis à un cahier des charges publié par arrêté ministériel.
En France, les éco-organismes recueillaient vers 2009 près de 800 millions d'euros par an, pour développer les filières de collecte, recyclage et traitement ad hoc. Une partie des cotisations alimentent les collectivités locales ou leurs prestataires de collecte et de traitement des déchets.
En cas de non-acquittement de l'éco-contribution, les metteurs sur le marchés assujettis sont amendables.
Les filières encadrées réglementairement mises en place entre 1995 et 2014 sont les suivantes :
- déchets d’emballages (ménagers), première REP créée en France (en 1992-1993) avec Eco-Emballages[12], devenu Citeo ;
- déchets d’équipements électriques et électroniques (DEEE), depuis 2005[13] ;
- véhicules hors d’usage (VHU)[14] ;
- déchets de pneumatiques, depuis 2004[15], avec une REP qui — à partir de 2023 — intègre les pneus utilisés par les agriculteurs sur les bâche d'ensilage (environ 8 000 t en France selon l'ADEME) et oblige les distributeurs à reprendre les pneus usagés des particuliers[16] ;
- déchets de piles et accumulateurs, depuis 2001[17] ;
- textiles d'habillement, linge de maison et chaussures usagés, depuis 2007[18], avec Refashion[19],[20]. En 2025, la réduction des volumes croissants mis sur le marché par l'ultra fast fashion devient un sujet prioritaire pour la révision du cahier des charges de la REP textiles[21] ;
- déchets de papiers graphiques, depuis 2006[22] ;
- médicaments non utilisés (MNU), depuis 2009[23] ;
- lubrifiants (huiles moteurs usagées essentiellement), depuis 1979[24] ;
- déchets diffus spécifiques (DDS) des ménages (peintures, enduits, produits biocides, extincteurs, fusées de signalisation) ;
- déchets d’activités de soins à risques infectieux (DASRI) perforants des patients en auto-traitement (pour 360 t/an de gisement estimé), depuis 2012[24] ;
- déchets d’éléments d'ameublement[25] (DEA), depuis 2012 ;
- bouteilles rechargeables de gaz[26], depuis 2015[24].

En complément, un certain nombre de filières se sont mises en place de manière volontaire :
- déchets de l'agro-fourniture, depuis 2001[24] ;
- déchets de cartouches d'impression, depuis 2011[24] ;
- mobil-homes, depuis 2010[24] ;
- capsules de machines à café ;
- radiographies ;
- navires (prévu pour 2017)[24].

La loi relative à la lutte contre le gaspillage et à l'économie circulaire promulguée le 10 février 2020 ajoute plusieurs filières, dont celle (très importante en termes de volume et de poids) des déchets du bâtiment.
À partir de 2022, si le produit est vendu en France, les places de marché devront confirmer que le fabricant respecte les règles de responsabilité élargie du producteur (REP) dans le pays où il vend le produit.
En 2025, la Direction de la Supervision des Filières REP (DSREP) a mis en ligne ses nouvelles données sur le déploiement et de la performance des filières REP (chiffres clés ; livrables et données déclarées en 2024 par les acteurs des filières REP sur leur Système Déclaratif obligatoire, concernant notamment les mises sur le marché, le rémploi-réutilisation, les collectes et le traitement, par filière.

## Évaluation, analyses critiques et pistes d'évolutions
Dans un bilan français de 116 pages sur les filières REP : publié début 2014, le Cercle national du recyclage plaide pour un renforcement sensible du dispositif de responsabilité financière ou matérielle totale des producteurs ainsi que pour des sanctions financières systématiques à l'encontre des éco-organismes qui n'atteignent pas leur objectif.
En 2015, le CNR (Cercle national du recyclage) a publié un bilan des filières REPLe (à responsabilité élargie des producteurs ayant un lien avec le service public) montrant qu'il reste des difficultés à résoudre, dont pour que les producteurs aident mieux les collectivités locales à assumer les coûts de collecte et tri des déchets dont ils sont responsables.
Selon l'Ademe, alors que les tensions sur les ressources augmentent et que l'on cherche à diminuer les impacts environnementaux de l'économie, la REP peut contribuer à l'économie circulaire en encourageant « la  recherche  du  moindre  gaspillage  de  matière par l’éco-conception, la prolongation de la durée d’usage et l’amélioration du recyclage ».

#### Aspects gouvernance
- Partie prenante
- Perception de l'environnement
- Gouvernance d'entreprise
- Veille sociétale
- Observatoire sur la responsabilité sociétale des entreprises (ORSE)
- Risque Vulnérabilité

#### Aspects éthiques
- Éthique des affaires
- Procura + (campagne européenne encourageant l'achat public responsable et éthique)
- Éthique

#### Aspects juridiques
- Charte de l'environnement (concerne la France)
- Loi Grenelle II
- Droit | Devoir | Responsabilité
- Droit de l'environnement
- Droit des affaires
- Sortie du statut de déchet

#### Aspects normalisation
- Normes et standards industriels
- ISO, Série des normes ISO 14000, ISO 14001, Attestation de Conformité Sanitaire (ACS)
- ISO 26000 (projet)

#### Concepts et déclarations
- Développement durable
- Achats durables
- Investissement socialement responsable (ISR)
- Triple bilan (Triple bottom line)